# 野口元大
野口 元大（のぐち もとひろ、1929年5月26日 - 2016年12月2日）は、日本の国文学者。学位は、文学博士（東京大学・論文博士・1992年）。上智大学名誉教授。

## 略歴
長野県小諸市生まれ。埼玉県児玉郡神泉村育ち。旧制松本第二中学校（現長野県松本県ヶ丘高等学校）
、旧制松本高等学校文科を経て、1953年東京大学文学部国文学科卒、1958年同大学院国文学専攻修了。
都立高校教諭を経て、1960年熊本大学法文学部助教授、1966年文部省教科書調査官、1974年茨城大学人文学部教授、1977年文部省主任教科書調査官、1982年上智大学文学部教授、1992年「夜の寝覚研究」で東大文学博士。この間、文部省にて主任教科書調査官を務める。2000年定年、名誉教授。中古文学会創立に関与し、編集委員長などを務めた。中古物語、特に「うつほ物語」「夜の寝覚」などを専門とする。
森林学者で京都大学名誉教授の野口昌巳は実弟。

## 著書
- 『古代物語の構造』1969 有精堂選書
- 『うつほ物語の研究』笠間書院 1976
- 『夜の寝覚研究』1990 (笠間叢書)
- 『王朝仮名文学論攷』風間書房 2002

### 編纂・校訂など
- 『平安和歌叢 第1』九州大学文学部国語国文学研究室(西日本国語国文学会翻刻双書)1962
- 『竹取物語』(新潮日本古典集成)　1979
- 『鑑賞日本の古典　伊勢物語・竹取物語 宇津保物語』 尚学図書 1981
- 『うつほ物語』(校注古典叢書)明治書院 1985-1995
- 『細川幽斎選集　源氏物語聞書』徳岡涼共編 続群書類従完成会 2006

## 論文
- 野口元大